# Salcedo (Ilocos Sur)
Salcedo is een gemeente in de Filipijnse provincie Ilocos Sur op het eiland Luzon. Bij de laatste census in 2010 telde de gemeente bijna 11 duizend inwoners.

## Geografie

### Bestuurlijke indeling
Salcedo is onderverdeeld in de volgende 21 barangays:
| - Atabay - Balidbid - Baluarte - Baybayading - Boguibog - Bulala-Leguey - Calangcuasan - Culiong - Dinaratan - Kaliwakiw - Kinmarin | - Lucbuban - Madarang - Maligcong - Pias - Poblacion Norte - Poblacion Sur - San Gaspar - San Tiburcio - Sorioan - Ubbog |

## Demografie
Salcedo had bij de census van 2010 een inwoneraantal van 10.935 mensen. Dit waren 231 mensen (2,2%) meer dan bij de vorige census van 2007. Ten opzichte van de census van 2000 was het aantal inwoners gegroeid met 526 mensen (5,1%). De gemiddelde jaarlijkse groei in die periode kwam daarmee uit op 0,49%, hetgeen lager was dan het landelijk jaarlijks gemiddelde over deze periode (1,90%).

De bevolkingsdichtheid van Salcedo was ten tijde van de laatste census, met 10.935 inwoners op 103,44 km², 105,7 mensen per km².